# Zlatko Zajc
Zlatko Zajc se je rodil 2 marca 1951. Je slovenski pisatelj in televizijski voditelj. Izdal je nekaj knjig kot na primer: Za soncem in Povesti in še nekaj drugih. Njegova prva oddaja je bila objavljena 12.7.2005. Igral je tudi v dveh filmih Ovni in mamuti (1985) in Veter v mreži (1989). V otroštvu je živel na Štajerskem, ko pa je odrastel se je pa preselil v Ljubljano.